# دوني أفيري
دوني أفيري (بالإنجليزية: Donnie Avery)‏ هو لاعب كرة قدم أمريكية أمريكي، ولد في 12 يونيو 1984 في هيوستن في الولايات المتحدة.

## وصلات خارجية
- دوني أفيري على موقع مرجع كرة القدم المحترفة.كوم (الإنجليزية)